# КФ (футбольний клуб)
КФ (ісл. Knattspyrnufélag Fjallabyggðar) — ісландський футбольний клуб з Оулафсфьордюра, заснований у 1931 році. Виступає у Третій лізі. Домашні матчі приймає на стадіоні «Оулафсфьордюрволюр», місткістю 1 200 глядачів.

## Досягнення
- Кубок Ісландії
  - Фіналіст (1): 1998
- Друга ліга
  - Переможець (1): 1991.